# Anatolij Michajlovič Rybakov
Anatolij Michajlovič Rybakov (Pugačëv, 5 febbraio 1919 – Mosca, 29 marzo 1962) è stato un regista cinematografico sovietico.

## Filmografia (parziale)

### Regista
- Delo 306 (1956)
- Vasilij Surikov (1959)
- V načale veka (1961)